# 제임스 헤리엇

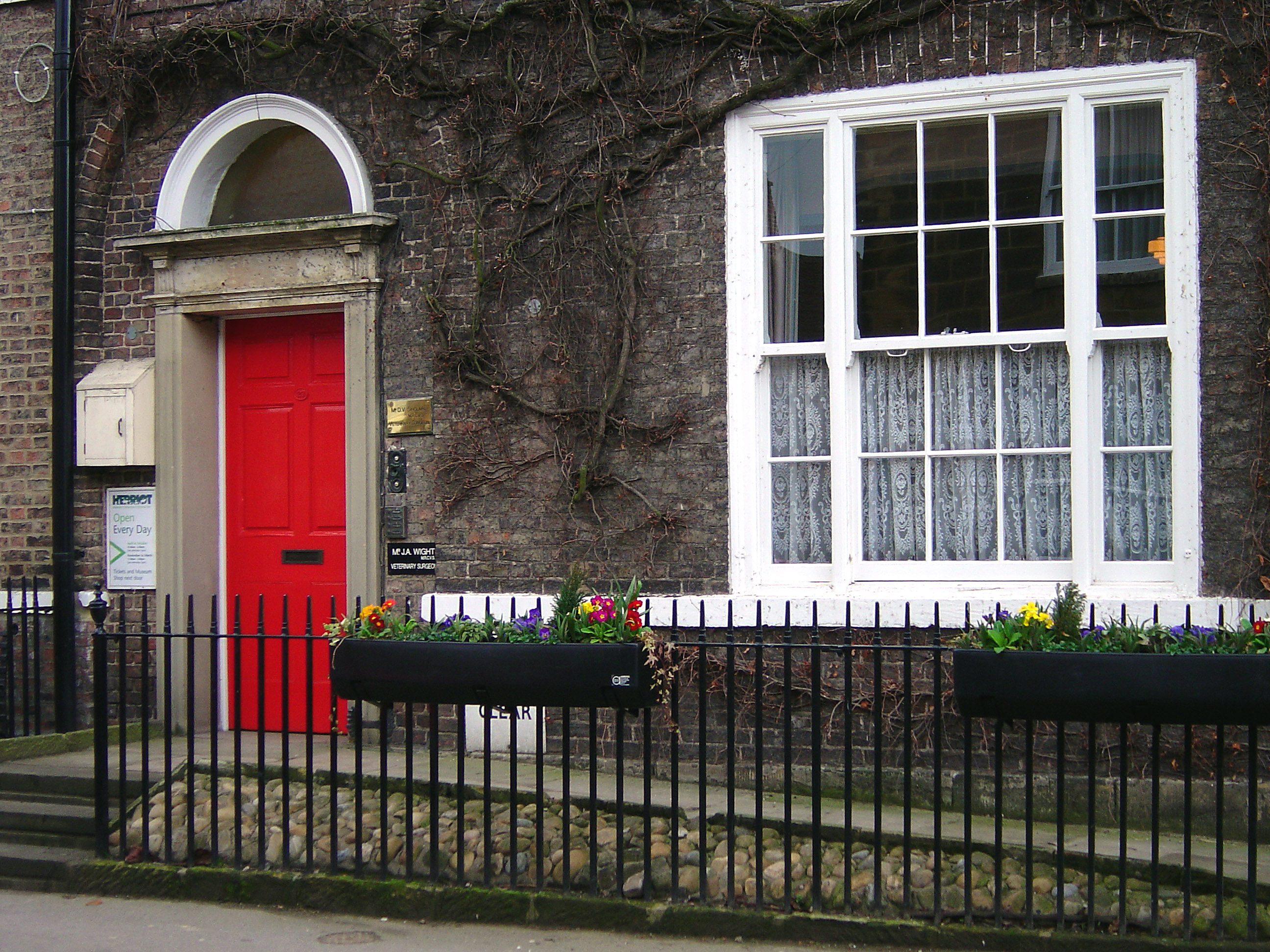

제임스 헤리엇(James Herriot, 1916년 10월 3일 ~ 1995년 2월 23일)이라는 필명으로 알려진 제임스 알프레드 와이트(James Alfred Wight)는 영국의 수의사 겸 작가로서 수년간의 경험을 동물과 그 주인에 대한 이야기로 구성된 일련의 책들을 쓰기 위해 사용했다. 그는 1960년에 일련의 영화와 TV 시리즈를 탄생시킨 《If Only They Could Talk》를 시작으로, 이러한 반자전파적인 작품으로 가장 잘 알려져 있다.